# ハピマリ
「ハピマリ」は、Silent Sirenの9枚目のシングルである。2015年6月10日に発売。

## 販売形態
- 初回生産限定盤A（CD+DVD）：MUCD-9081/2
- 初回生産限定盤B（CD+ブックレット）：MUCD-5301
- 通常盤（CDのみ）：MUCD-5302

## 収録曲
全楽曲作詞：すぅ、作曲・編曲：クボナオキ
1. ハピマリ
2. clap!!!

### DVD
1. ハピマリ Music Video
2. ハピマリ Music Video Making